# Sanda (Hyogo)
Sanda (Japans: 三田市, Sanda-shi) is een stad in de prefectuur Hyogo, Japan. Begin 2014 telde de stad 114.426 inwoners. Sanda maakt deel uit van de metropool Groot-Osaka.

## Geschiedenis
Op 1 juli 1958 werd Sanda benoemd tot stad (shi).

## Partnersteden
- City of Blue Mountains, Australië
- Jeju, Zuid-Korea
- Kittitas County, Verenigde Staten

Steden:
Aioi · Akashi · Ako · Amagasaki · Asago · Ashiya · Awaji · Himeji · Itami · Kakogawa · Kasai · Kato · Kawanishi · Kobe (hoofdstad) · Miki · Minamiawaji · Nishinomiya · Nishiwaki · Ono · Sanda · Sasayama · Shiso · Sumoto · Takarazuka · Takasago · Tamba · Tatsuno · Toyooka · Yabu

Districten:
Ako · Ibo · Kako · Kanzaki · Kawabe · Mikata · Sayo · Taka
Gemeenten per district